# Gadessa albifrons
Gadessa albifrons is een vlinder uit de familie van de grasmotten (Crambidae). De wetenschappelijke naam van deze soort is voor het eerst gepubliceerd in 1886 door Frederic Moore.
Deze soort komt voor in Sri Lanka.